# بایوباس د آباخو
بایوباس د آباخو (به اسپانیایی: Bayubas de Abajo) یک دهستان در اسپانیا است که در سریا واقع شده‌است.

## خصوصیات
بایوباس د آباخو ۴۳ کیلومترمربع مساحت و ۲۵۰ نفر جمعیت دارد.